# Foxilandia

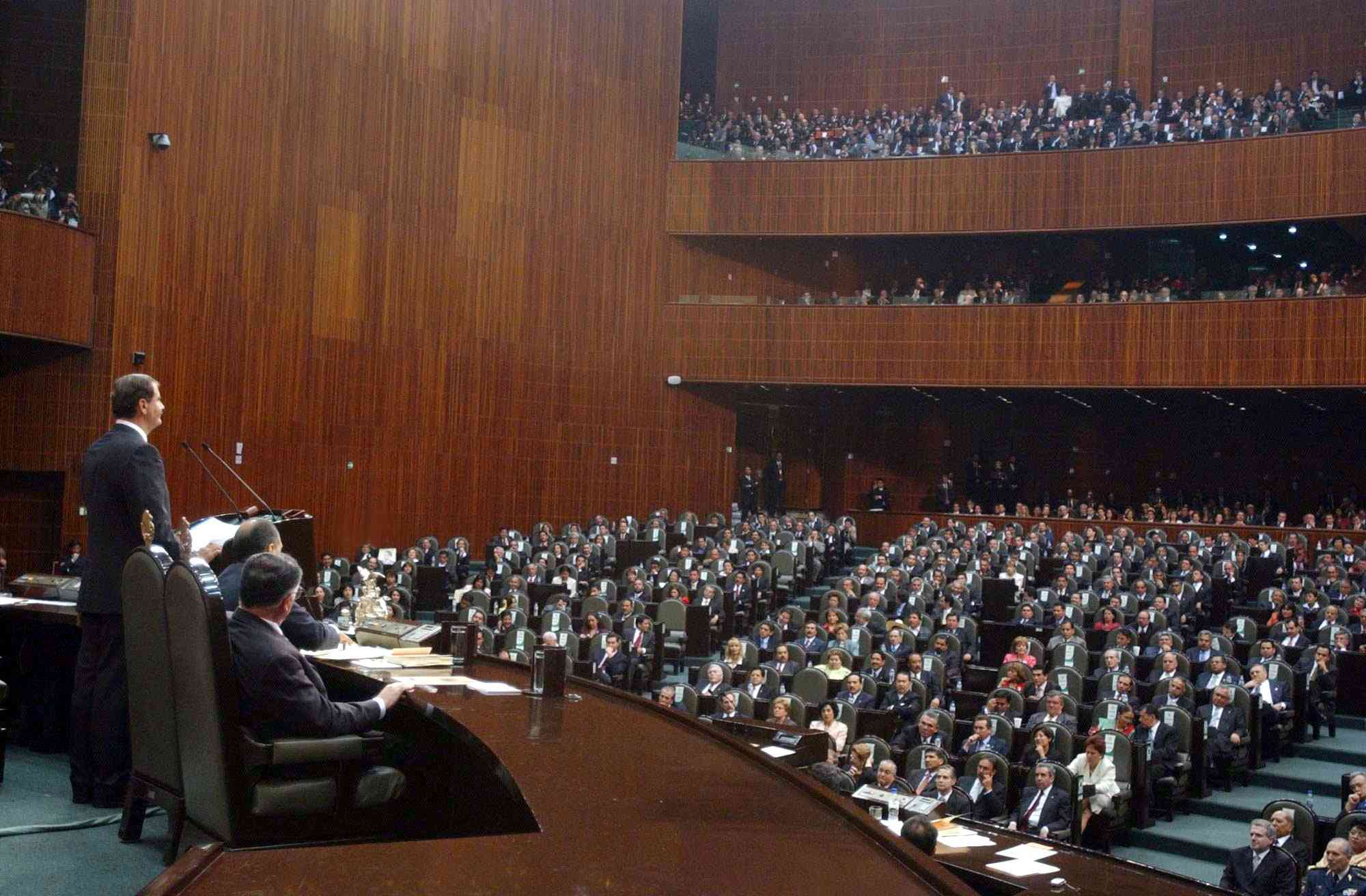
Vicente Fox entregando su IV Informe de Gobierno ante el Congreso de la Unión en el 2004.

El término «Foxilandia» es acuñado en el discurso político popular mexicano, que fue comúnmente utilizado por opositores al Partido Acción Nacional (PAN) y por simpatizantes de la izquierda mexicana, que hace referencia al país descrito por el expresidente Vicente Fox (PAN) cuando menciona, según sus críticos, los logros de su gobierno (2000 - 2006). El término surgió oficialmente por primera vez de entre los diputados de la oposición, en el recinto del Congreso de la Unión durante el IV Informe de Gobierno en el 2004, cuando la diputada Margarita Martínez del Partido Revolucionario Institucional (PRI) le increpó «A ver cuando me invita a foxilandia para conocerla», a lo que el presidente respondió, en alusión al Congreso de la Unión: «Foxilandia es aquí».
El 27 de noviembre de 2006, se montó, en el Zócalo de la Ciudad de México, un museo de Foxilandia, promovido por un diputado local y apoyado por diversos grupos ciudadanos.

## Uso del término
El término Foxilandia refiriéndose a la labor de Vicente Fox ha tenido frecuentemente fines claramente políticos, se ha usado para referirse críticamente a la labor del gobierno de Fox. El término se adoptó como título de un documental político llamado «Aventuras en Foxilandia», dirigido por Carlos Mendoza, lo que le dio más popularidad.
El origen de la polémica sobre la realidad y hechos que llevaron a la acuñación del término «Foxilandia» está en ciertas declaraciones oficiales del presidente Fox, en las que se presenta la realidad de México bajo su mandato en términos inusualmente positivos: 
- Terminó la guerra en Chiapas ....en 15 minutos. México vive en paz social.:[2][3][4]
- Ha disminuido la pobreza[5]
- El país es más democrático, existe libertad de prensa[6]
- El desempleo ha disminuido [7]
- La economía crece aceleradamente[8][9]
- Los salarios son mejores que antes[10]
- Se ha mejorada la ciencia y la educación pública[11]
- Estamos en guerra contra la corrupción[12]
- El gobierno Fox es un gobierno de Derechos Humanos[13]

Estos reportes contrastan con hechos y acusaciones señaladas por la oposición política a Fox:
- El ejército continúa realizando patrullajes ilegales en Chiapas
- Represión oficial contra grupos sociales[15][16][17][18]
- La violencia está descontrolada y en aumento en todo el país[19][20]
- El número de periodistas asesinados es el mayor de los últimos años[21]
- La tasa de desempleo es la mayor de los últimos años[22][23]
- La fuga de cerebros, por falta de empleo especializado y bien remunerado, es la más alta de la historia[24]
- El crecimiento económico de México está por debajo de lo planeado (7%, como se prometió inicialmente)[25][26]
- La política externa de México no es soberana[27][28][29][30]
- La educación pública y la ciencia no han crecido tanto como predica Fox [31][32]
- La corrupción no ha sido abatida y miembros de la familia presidencial han sido acusados de practicarla continuamente[33]
- La corrupción continúa en las esferas del gobierno, ningún alto funcionario pisó la cárcel por ello.[34][35]
- El nivel de compra de los mexicanos es tan bajo que es similar al de Botsuana según el Banco Mundial[36]
- El nivel de Desarrollo Humano de México es notoriamente inferior al de numerosos países latinoamericanos, entre los cuales encontramos a Argentina, Uruguay, Chile, Costa Rica y Cuba[37][38]
- Pese a la propaganda oficial, la violación de derechos humanos bajo el gobierno Fox, es una práctica común[39][40][41][42][43][44][45][46][47][48][49][50]